# Carlos Parteli
Carlos Parteli Keller (8 de marzo de 1910, Rivera - 26 de mayo de 1999, Montevideo) fue un sacerdote católico uruguayo, Obispo de Tacuarembó y Arzobispo de Montevideo.

## Biografía
A los 13 años de edad ingresa al Seminario Menor y a los 16 años es enviado a Roma por el segundo obispo de Melo, José Joaquín Arrospide, a cursar estudios en el Colegio Pío Latinoamericano. Estudia Filosofía y Teología, y es ordenado sacerdote el Sábado Santo de 1933 en la Iglesia San Juan Bautista de Berrán.
A su regreso a Uruguay ocupa el cargo de Cura en la Catedral de Florida hasta 1939, cuando pasa a ser secretario del obispo Miguel Paternain. En 1942 se traslada a Rivera, donde es designado cura párroco de la Parroquia Inmaculada Concepción. 

## Obispado
Fue nombrado obispo de la recién creada diócesis de Tacuarembó y Rivera el 27 de diciembre de 1960.
En 1961 redacta su Carta Pastoral sobre los problemas del Agro, planteando los problemas socioeconómicos de la gente del campo. Esta Carta Pastoral marca un hito ya que termina con 40 años en los que la Iglesia Católica se había recluido en lo privado, para volver a tener palabra en la esfera de lo público. Marca también lo que sería toda su trayectoria como pastor, con su esencial preocupación por los más desvalidos, en este caso, quienes vivían en los sectores rurales de su diócesis.
Tuvo una destacada actuación como defensor de los derechos humanos en los años de la dictadura cívico-militar.

## Montevideo
El Papa Pablo VI lo designó Administrador Apostólico Sede Plena de Montevideo el 26 de febrero de 1966, como solución a la crisis que se vivía en la sede ya que el titular, el Cardenal Antonio María Barbieri, tenía impedido ejercer su ministerio por graves y crónicos problemas de salud. 
En 1967 emite su Carta Pastoral de Adviento donde llama a toda la Iglesia de Montevideo a reunirse en comunidades vivas y reflexivas en la fe, en lo que se llamó la Pastoral de Conjunto. Durante su gestión se profundiza el diálogo ecuménico entre las diversas confesiones religiosas y con los no creyentes. El 8 de noviembre de 1976 se lo nombró IV Arzobispo de Montevideo, recibiendo el palio en la Catedral el 2 de enero de 1977.
Participó en todas las sesiones del Concilio Vaticano II, así como en la II Conferencia General del Episcopado Latinoamericano, en Medellín 1968, y en la III, en Puebla 1979. Consecuente con dicho Concilio, que significó la mayor renovación y transformación de la Iglesia Católica en siglos, se renovó la Iglesia de Montevideo creando espacios para la participación del Pueblo de Dios, transformando las estructuras pastorales y asumiendo la opción por los pobres.

## Legado
Postuló la tesis del pecado estructural, una postura de avanzada.
Fue muy criticado por los sectores conservadores de la Iglesia y por la dictadura militar que instauró Juan María Bordaberry en junio de 1973.
Al cumplir 75 años -en 1985- presentó la renuncia a su titularidad y pasó a residir en una casa contigua al Seminario Interdiocesano, junto a la Parroquia San Carlos Borromeo, en la Avda. Millán. Falleció en el año 1999 y fue enterrado en la cripta de los arzobispos de la Catedral metropolitana de Montevideo.